# Polícia Federal (Índia)

O Emblema Nacional da Índia

A Polícia Federal no Estado Indiano, é entendida como o conjunto de agências e corporações subordinadas ao governo federal que exercem diversos serviços especializados de polícia.
Na Índia não existe uma corporação única denominada de polícia federal e permanece em debate a necessidade da sua criação, em geral, com a oposição de algumas polícias estaduais.

## Organizações policiais federais
- Polícia de Fronteira (Border Security Force) – policia as fronteiras do território indiano e reprime os crimes que nela ocorrem.
- *Página oficial da BSF
- Escritório Central de Investigações (Central Bureau of Investigations) – é o principal serviço de investigações da Índia, responsável pela atuação em uma grande variedade de crimes e questões de segurança nacional.
- *Página Oficial do CBI
- Força Federal de Segurança Industrial (Central Industrial Security Force) – responsável pela segurança das indústrias do governo, inclusive nucleares, portos e aeroportos.
- * Página oficial da CISF
- Força Policial Federal de Reserva (Central Reserve Police Force) – espécie de guarda nacional, destinada à defesa da ordem interna e o  controle de insurgência. Atualmente colabora na preservação da fauna e da flora.
  - «Página oficial da CRPF»
- Diretoria de Investigação Fiscal (Directorate of Revenue Intelligence) – responsável pela coordenação do combate às fraudes fiscais.
  - «Página oficial da DRI»
- Guarda do Interior Indiana (Indian Home Guard) – Corporação que reforça e apóia o trabalho da Polícia Indiana em situações de  catástrofes, sérias crises etc. Mantêm, atualmente, um pequeno efetivo.
- Polícia da Fronteira Indo-tibetana (Indo-Tibetan Border Police) – policia os 2.115 kms de fronteira com o Tibet. São treinados em montanhismo, operações em catástrofes e acidentes nucleares, biológicos e químicos.
  - «ITBP Página oficial da ITBP»
- Agência Nacional de Investigação (National Investigation Agency) – é uma nova organização criada para investigar o terrorismo e as relações com as drogas e contrafações.
- Guarda de Segurança Nacional (National Security Guards) – originariamente destinada ao contra-terrorismo e resgate de reféns. É empregada na segurança de autoridades.
  - «Página oficial da NSG»
- Polícia Ferroviárias (Railway Protection Force) – segurança das ferrovias, composições ferroviárias, plataformas e passageiros dos trens da longa malha ferroviária indiana.
- Grupo de Proteção Especial  (Special Protection Group) – destinado à segurança do primeiro-ministro e dos membros da sua família, Foi criada após o assassinato da Primeira Ministra Indira Gandhi.
  - «Página oficial do SPG»
- Serviço Central de Narcóticos (Narcotics Control Bureau) – responsável pelas operações de combate ao narcotráfico em todo o país, inclusive o oriundo do contrabando e do cultivo.
- Guarda Costeira Indiana (Indian Coast Guard) – organização paramilitar destinada ao patrulhamento das costas marítimas da Índia.
  - «Página oficial da Indian Coast Guard»